# The Jersey International 2010
The Jersey International 2010 è stato un torneo professionistico di tennis maschile giocato sul cemento, che faceva parte dell'ATP Challenger Tour 2010. Si è giocato a Jersey in Gran Bretagna dal 22 al 28 marzo 2010.

## Partecipanti

### Teste di serie
| Nazionalità | Giocatore            | Ranking* | Testa di serie |
| ----------- | -------------------- | -------- | -------------- |
| Rep. Ceca   | Jan Hernych          | 147      | 1              |
| Regno Unito | Alex Bogdanović      | 155      | 2              |
| Francia     | Nicolas Mahut        | 163      | 3              |
| Bielorussia | Uladzimir Ihnacik    | 183      | 4              |
| Paesi Bassi | Igor Sijsling        | 186      | 5              |
| Belgio      | Niels Desein         | 187      | 6              |
| Croazia     | Roko Karanušić       | 193      | 7              |
| Francia     | Sébastien de Chaunac | 199      | 8              |

- Ranking all'8 marzo 2010.

### Altri partecipanti
Giocatori che hanno ricevuto una wild card:
- Joshua Goodall
- Dominic Inglot
- Daniel Smethurst
- Alexander Ward

Giocatori passati dalle qualificazioni:
- Laurynas Grigelis
- Joshua Milton
- Frederik Nielsen
- Roman Valent

## Campioni

### Singolare
Jan Hernych ha battuto in finale  Jan Minář con il punteggio di 7–6(3), 6–4

### Doppio
Rohan Bopanna /  Ken Skupski hanno battuto in finale  Jonathan Marray /  Jamie Murray con il punteggio di 6–2, 2–6, [10–6]